# Jacona
Jacona (nome completo Jacona de Plancarte) è un comune nello stato messicano di Michoacán de Ocampo.
Localizzata nella parte nord-est dello stato, nel pendio settentrionale della Sierra de Patamban a un'altitudine di 1,577 metri, fa parte della cinta vulcanica trasversale che attraversa il Messico.
Rappresentata come simbolismo di vita e morte, simboli di umanità, venne fondata da Fray Sebastián de Trasierra nel 1555, nonostante tuttora ci sono luoghi, edifici e affreschi risalenti ad oltre 3000 anni fa. Jacona fu uno dei primi luoghi pre-ispanici ad entrare nei domini spagnoli.

## Origine del nome
Jacona è una parola di origine chichimeca che significa letteralmente "posto di ortaggi".
Un'altra fonte dell'origine del nome proviene dal tecuexe, una lingua yuto-azteca di uno dei popoli della Gran Chichimeca, che traduce "posto dei fiori e ortaggi" con il termine Xucunan. Con l'arrivo degli spagnoli, mantenendo le origini tecuexe del nome, Xucunan venne cambiato in Xacona. Proprio come gli spagnoli trasformarono la scrittura di parole come México in Méjico o Xalisco in Jalisco, la parola Xacona venne poi scritta come Jacona.
Xacona (Jacona) fu posta nella regione chichimeca che era limitrofa con il regno purepecha (volgarmente detti "tarascos"). Da qui si spiega come le varie località vicine a Jacona hanno nomi in lingua porhepeni. Ad esempio la collina principale situata davanti a Jacona si chiama Curutarán.
Curutarán è una parola purepecha formata dai vocaboli "ku" (unirsi) "rhu" (punto) "tarha" (giocare a palla) "an" (dèi). Il suo nome pertanto significa "punto dove si uniscono gli dèi a giocare a palla", un chiaro riferimento al "gioco della palla celeste" tipico della cultura locale.

## Storia
I resti archeologici ritrovati nella zona della città nominata El Opeño, datati attorno ai periodi 1300 a.C.-200 a.C., indicano chiaramente che un tempo vi erano insediamenti umani risalenti a civiltà datate prima della conquista degli spagnoli. Di Jacona si testimonia che fu uno dei popoli più antichi del Michoacán e, successivamente, uno dei primi ad essere sottomesso ai tributi del dominio spagnolo.
Verso la metà del XVI secolo, nel 1555, il frate Sebastián de Trasierra fondò l'attuale paesino di Jacona, stabilendolo ad una distanza di approssimativamente 16 chilometri dall'antico villaggio preispanico (il quale venne poi riconosciuto o identificato come "il villaggio vecchio" o "Jacona vecchia".
Dopo la dichiarazione d'indipendenza del Messico, il Congresso dello Stato (per mezzo della Legge Territoriale del 10 dicembre 1831) decretò la creazione del municipio di Jacona. Più di cento anni più tardi, 11 luglio 1956, lo stesso Congresso la ribattezzò ufficialmente Jacona de Plancarte, in memoria di Antonio Plancarte e Labastida.

### Cronistoria
- 1555. Il frate Sebastián de Trasierra fonda il paese attuale di Jacona il 5 novembre.
- 1685. Si nomina Jacona come municipio.
- 1867. Viene fondato il Colegio de La Purísima Concepción, oggi noto come Palazzo Municipale, per mano di Antonio Plancarte e Labastida l'8 di settembre.
- 1901. L'allora Governatore dello stato Aristeo Mercado elevò Jacona a rango di Villa de las Flores (villa dei fiori).
- 1956. Jacona viene ribattezzata Jacona de Plancarte.
- 1988. Viene elevata a rango di città per mano dell'allora Governatore dello stato Luis Martínez Villicaña.

## Geografia del territorio
Con una estensione di 118,14 km² (circa lo 0,2% del territorio dello stato), Jacona si localizza al nordovest dello stato ad una altezza di circa 1580 metri sul livello del mare. Il suo clima è temperato ma con inclinazione sul tropicale. Frequenti sono le piogge durante l'estate (precipitazione piovana annuale di 800mm e temperature oscillanti sui 30 °C (la più bassa mai riscontrata è stata di 1,8 °C e la più alta è stata di 39 °C).
I suoi confini sono a nord con Zamora, a est e sud con Tangancícuaro e ad ovest con Tangamandapio. Da Morelia, capitale di stato, dista circa 150 chilometri.
La sua composizione morfologica è composta da bosco collinare prevalentemente.

## Amministrazione

### Gemellaggi
- Jovellanos, Provincia di Matanzas, Cuba (2008)[2][3][4][5]
- Zamora, Messico (2009)
- Guadalajara, Messico (2010)[6]
- Guanajuato, Messico (2010)[6]
- Città del Messico, Messico (2010)[6]
- Provincia di Matanzas, Cuba (2011)[7]
- Sahuayo de Morelos, Messico (2012)[8]